# باية قاسمي
باية قاسمي (10 يناير 1952 – 25 أبريل 2010م) كاتبة وصحفية جزائرية عايشت العشرية السوداء في الجزائر.

## المشور الدراسي
ولدت قاسمي في سنة 1952 بمدينة عنابة التي تقع بين جبال إيدوغ. زاولت دراستها الابتدائية في مسقط رأسها، وكذا مرحلة الثانوية حيث درست في ثانوية سان أوغستان ثم أكملت دراستها الجامعية في جامعة الجزائر في تخصص علم النفس. وانتقلت إلى باريس حيث اكملت دراستها في مجال العلوم السياسية والقانون الدولي.

## الحياة المهنية
حين عادت إلى الجزائر سنة 1985 عملت قاسمي صحفيةً في يومية Algérie Actualité وانضمت إلى فريق التحرير في جريدة "L'Observateur"، ثم في جريدة "La Nation" والتي غادرتها سنة 1994. وشاركت بعد ذلك في إنشاء الصحيفة اليومية "La Tribune" حيث أصبحت مديرة تحرير هذه الصحيفة، إلي أن تم إيقاف الصحيفة في سنة 1996. وفي عام 1996، حُكم عليها بالسجن مع وقف التنفيذ بتهمة «إهانة الشعار الوطني»، بعد أن نشرت في مذكراتها رسم كاريكاتوري لرسام الكاريكاتير شوقي عماري، ثم أعطت منعطفًا جديدًا في حياتها المهنية فأصبحت مستقلة. وهي مراسلة في الجزائر العاصمة لمجلة ليكسبريس الفرنسية، ووسائل إعلام أجنبية أخرى، تغطي على وجه الخصوص الحرب الأهلية الجزائرية.

## أعمالها
في عام 1998، نشرت كتابًا تضمن شهادة زوجة زعيم جماعة إسلامية في هذه الحرب الأهلية بعنوان "Moi, Nadia, femme d’un émir du GIA"، تُرجم الكتاب إلى عدة لغات، وحقق مبيعات قياسية في صالون الدولي للكتاب في الجزائر بعد عام ونصف. وفي عام 1999، كانت جزءًا من فريق حملة مولود حمروش، المرشح الرئاسي، الذي انسحب أخيرًا، في نهاية الحملة وكانت تدعم الرابطة الجزائرية للدفاع عن حقوق الإنسان.
وفي عامي 2000 و2001، تعرضت لغضب القوة، وتشهير الصحافة الرسمية، بعد رحلتها إلى إسرائيل مع سبعة صحفيين آخرين وأكاديمي. وفي عام 2004، أعادت إطلاق مشروع صحفي جديد. وأنشأت مطبوعة ساخرة باسم "L’Epoque". ولكن تم إيقافها بعد عام بسبب الصعوبات المالية. وفي العدد الأخير من هذا العنوان الصحفي، رسم الكاريكاتير والكاتب شوقي عماري صورة حية ولاذعة لرئيسه.في عام 2006، حصلت قاسمي على جائزة عمر أورتيلان الدولية.[بحاجة لمصدر]
توفيت في أبريل 2010، في مستشفى جوستاف روسيت في فيلجويف، بالقرب من باريس، ودُفنت في عنابة، مسقط رأسها.